# El Quebracho (Formosa)
El Quebracho es una localidad del Departamento Ramón Lista, en la provincia de Formosa, Argentina.
Cuenta con una escuela Agrotécnica.

## Población
Cuenta con 415 habitantes (Indec, 2010). En censos anteriores había sido censada como población rural.